# Sargantana de bosc de Roux
La sargantana de bosc de Roux (Monilesaurus rouxii), és una espècie de sargantana arborícola, diürna de la família dels agàmids. És endèmica dels turons de l'Índia peninsular. El juliol de 2018, es va proposar que l'espècie fos transferida al nou gènere Monilesaurus.

## Etimologia
El nom específic, rouxii, és en honor de Jean Louis Florent Polydore Roux, un pintor i naturalista francès.

## Descripció
La sargantana de bosc de Roux pot arribar a mesurar fins als 30 cm (cua inclosa), però la mesura més comuna és de 25 cm. El seu cos té un color marró oliva, amb un ventre més clar, una banda fosca al costat del cap fins al coll i línies fosques que irradien des de l'ull. Les extremitats són esveltes, amb els dits dels peus allargats. Dos petits grups d'espines adornen cada costat del coll. En els mascles, la part superior del cap, el clatell i la bossa gular es tornen de color vermell maó durant l'època de reproducció.
Monilesaurus rouxii és endèmic dels turons de l'Índia peninsular, inclosos els Ghats occidentals des de Surat Dangs fins a Palghat; i parts dels Ghats orientals (Shevaroys, Yelagiri, Melagiri i a Malkangiri, Araku, Devarakonda) i turons de l'altiplà de Deccan (Bellary, Sandur). S'ha informat en gran part de les zones forestals de turons humits de l'Índia peninsular, excepte a l'extrem sud. L'espècie és generalment estesa i comuna a tota la seva distribució. Es pot trobar a elevacions de 100 a 900 m (330 a 2.950 peus) sobre el nivell del mar, en hàbitats forestals que van des de boscos perennes humits fins a boscos secundaris caducifolis.
És un animal insectívor que caça durant el dia tant a terra com als arbres. És ovípar, es reprodueix entre abril i setembre.

## Habitat
És endèmic dels turons de l'Índia peninsular, inclosos els Ghats occidentals des de Surat Dangs fins a Palghat; i parts dels Ghats orientals (Shevaroys, Yelagiri, Melagiri i a Malkangiri, Araku, Devarakonda) i turons de l'altiplà de Deccan (Bellary, Sandur). S'ha informat en gran part de les zones forestals de turons humits de l'Índia peninsular, excepte a l'extrem sud. L'espècie és generalment estesa i comuna a tota la seva distribució. Es pot trobar a elevacions de 100 a 900 m sobre el nivell del mar, en hàbitats forestals que van des de boscos perennes humits fins a boscos secundaris caducifolis.